# Цона Индустр. ди Вја Молино Емили (Бреша)
Цона Индустр. ди Вја Молино Емили је насеље у Италији у округу Бреша, региону Ломбардија.
Према процени из 2011. у насељу је живело 19 становника. Насеље се налази на надморској висини од 104 м.